# Sarka Grabmullerova
Sarka Grabmullerova es una deportista checa que compitió en triatlón. Ganó tres medallas en el Campeonato Mundial de Triatlón de Invierno entre los años 2011 y 2014, y tres medallas en el Campeonato Europeo de Triatlón de Invierno entre los años 2011 y 2018.

## Palmarés internacional
| Campeonato Mundial | Campeonato Mundial    | Campeonato Mundial | Campeonato Mundial |
| Año                | Lugar                 | Medalla            | Prueba             |
| ------------------ | --------------------- | ------------------ | ------------------ |
| 2011               | Jämijärvi (Finlandia) | Medalla de plata   | Individual         |
| 2013               | Cogne (Italia)        | Medalla de bronce  | Individual         |
| 2014               | Cogne (Italia)        | Medalla de bronce  | Individual         |
| Campeonato Europeo |                       |                    |                    |
| Año                | Lugar                 | Medalla            | Prueba             |
| 2011               | Östersund (Suecia)    | Medalla de plata   | Individual         |
| 2015               | Reinosa (España)      | Medalla de plata   | Individual         |
| 2018               | Piano Vetore (Italia) | Medalla de bronce  | Individual         |